# Louis La Caze
Pour les articles homonymes, voir Caze et Lacaze.
Louis La Caze est un docteur en médecine, philanthrope et collectionneur français né à Paris le 18 floréal an VI (6 mai 1798) et mort dans la même ville le 28 septembre 1869. Sa donation de tableaux au musée du Louvre a été la plus importante donation d'un particulier reçue par le musée.

## Biographie
Fils d'un agent de change, il appartient à une famille fortunée. Jeune, il décide d'apprendre la médecine, quitte l'hôtel particulier de son père pour s'installer dans une chambre du Quartier Latin. Il commence par s'attacher à mener une vie simple, essentiellement consacrée à l'étude de la médecine. Mais il a aussi fait des infidélités à ces études et aux hôpitaux pour fréquenter l'atelier de Girodet, Guérin[Lequel ?] et Géricault, les galeries de peinture ou les marchands de tableaux. Bien après avoir reçu son diplôme de docteur en médecine, en 1831, il a continué ses études, tant auprès des malades des hôpitaux qu'en suivant des cours à la Sorbonne ou au Collège de France.
Pendant la pandémie de choléra de 1832, il montre que la maladie n'est pas directement transmissible, en partageant le lit d'un patient mourant. Il reçut une médaille d'honneur à la suite de cette épidémie.
Sa fortune lui a permis de choisir d'exercer son art au profit des plus pauvres pendant 20 ans en menant une vie d'une grande simplicité.
En 1852, il prit sa retraite de l'hôpital avec le sentiment que dans le combat entre la science et la maladie, cette dernière l'emportait souvent. C'est à cette époque qu'il a pensé créer des prix pour encourager ceux qui réussiraient à conjurer les ravages faits par la tuberculose et la fièvre typhoïde parmi la classe ouvrière.

## La collection de Louis Lacaze
À partir de 1852, il va se livrer presque exclusivement à sa seconde vocation, l'art en cherchant à y trouver la réussite qu'il n'avait pas obtenue dans sa lutte contre les maladies.
Peintre amateur lui-même, il s'est d'abord intéressé aux maîtres dont les tableaux rendaient la nature dans sa vérité. Formé à l'école de David il n'était pas attiré par l'art de ses élèves qu'il trouvait trop artificiel et pompeux. Il est un des premiers amateurs à réhabiliter la nature et la couleur, à se tourner vers les artistes charmants du XVIIIe siècle.
Le peintre amateur prend sa palette pour s'essayer à la reproduction de natures mortes qui traduisent, par le choix des sujets et la vigueur des coloris, ses préoccupations artistiques.
Dans leur journal du 8 mai 1859, Edmond et Jules de Goncourt le disent « énamouré du ragoût et de la tartouillade ».
Ce goût lui a permis de trouver et d'acheter des maîtres de l'école française de la fin du XVIIe jusqu'à la fin du XVIIIe siècle encore peu appréciés, Chardin dont il avait trouvé un tableau sur un quai de la Seine, dans des Puces, alors qu'il n'était qu'étudiant, est à l'origine de sa collection.
Pour l'école française de peinture, après l'acquisition de sa première toile de Chardin, il faut citer les noms de Greuze, Boucher, Nattier, Pater, Lancret, Lemoyne, Largillerre, Rigaud, Le Nain, Fragonard, Watteau, etc.
Aux tableaux de l'école française, il faut ajouter ceux des écoles flamande et hollandaise, Rubens, Rembrandt, Téniers, Hals, Fyt, Snyders, Van Ostade, Steen, etc., de l'école espagnole, Murillo, Vélasquez, Ribera, etc. Pour l'école italienne, Louis Lacaze est resté aux goûts anciens pour les seicento et le settecento avec des peintures de Tintoret, Bassano, Luca Giordano, Tiepolo, Pannini, Guardi.
Devancier dans la recherche de tableaux de cette époque, il a pu les acheter à bon compte.
Il montrait sa collection à qui le désirait ce qui a progressivement augmenté sa renommée, attiré l'attention des critiques d'art et de nouveaux amateurs pour ces peintures. Quand l'engouement des collectionneurs va se tourner dans cette direction faisant croître les prix, il a continué à être un hôte assidu des hôtels des ventes pour saisir les occasions.
Il a consacré à sa collection toute sa passion, choisissant de vivre le plus simplement possible et transformant son hôtel particulier de la rue du Cherche-Midi en dépôt d'œuvres d'art. Quand il montrait ses tableaux, il disait : « il y a trois sortes de collectionneurs: ceux-ci qui achètent les tableaux pour les avoir, ceux-là pour que les autres ne les aient pas, les troisièmes pour en jouir et en faire jouir. Si je n'avais pas la vue aussi basse, il y a déjà longtemps que je les aurais donnés au Louvre ; mais il y a cette barre qui m'empêche d'en approcher et qui me fera attendre ma mort ».
La reconnaissance de l'intérêt de sa collection est venu avec le prêt, en 1860, d'une cinquantaine d’œuvres à une exposition consacrée à la peinture française ancienne.
Il aurait eu une crise d'apoplexie dont il est mort alors qu'il commentait le tableau Les Trois Grâces à un visiteur.

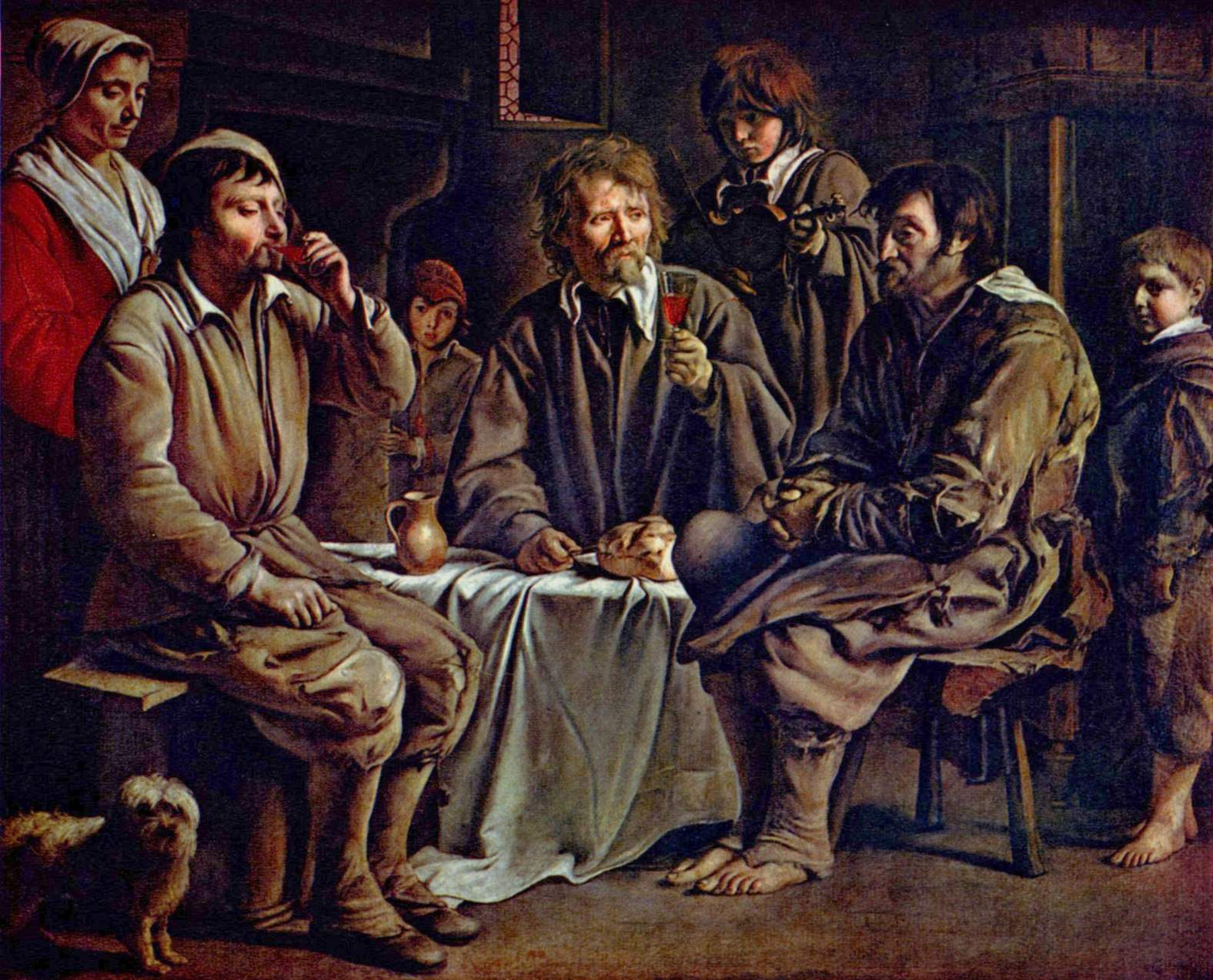
Louis Le Nain Intérieur d'un paysan aisé
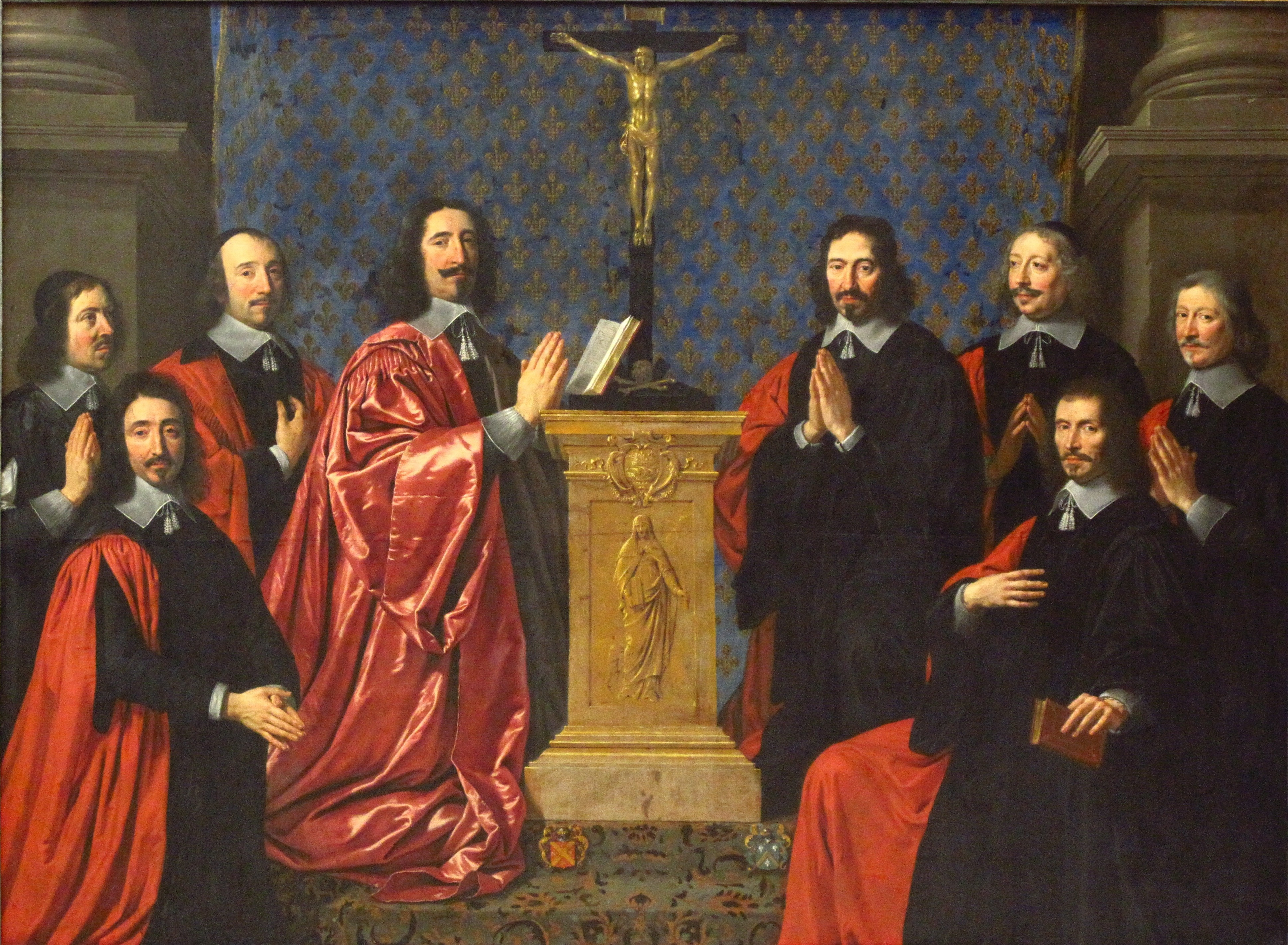
Philippe de Champaigne Le prévôt des marchands Philippe Le Fréron et les échevins de la ville de Paris
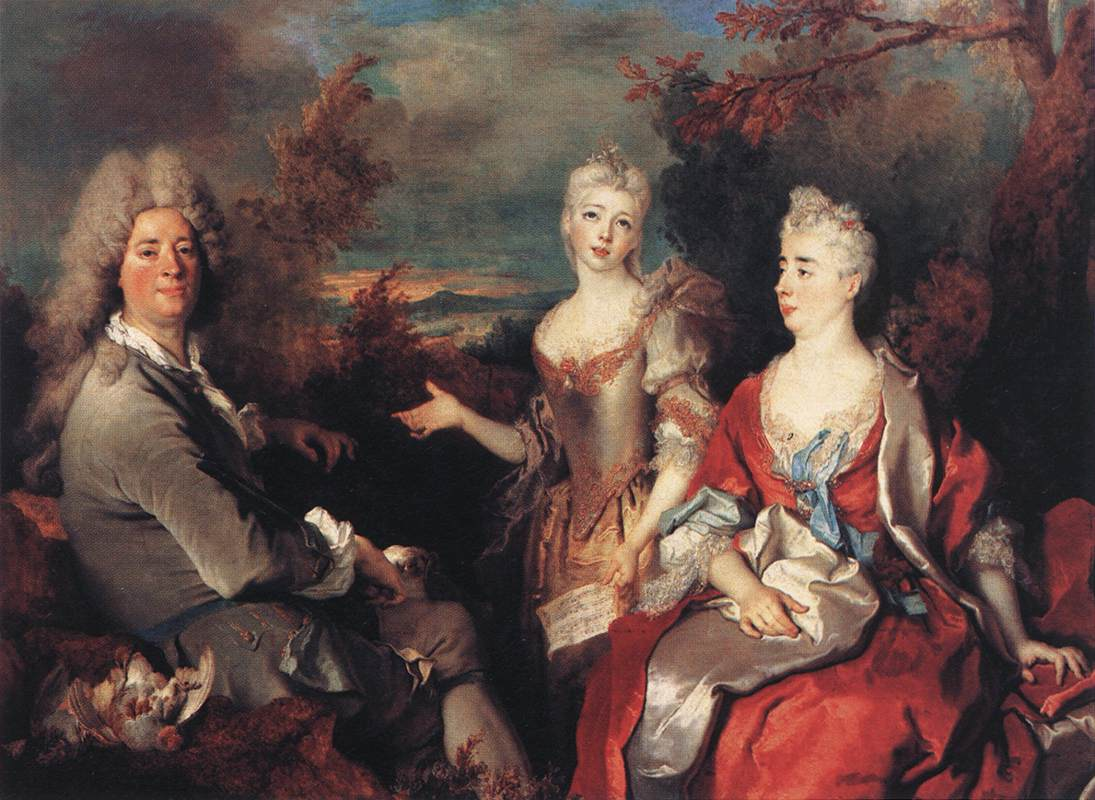
Nicolas de Largillierre Le peintre et sa famille
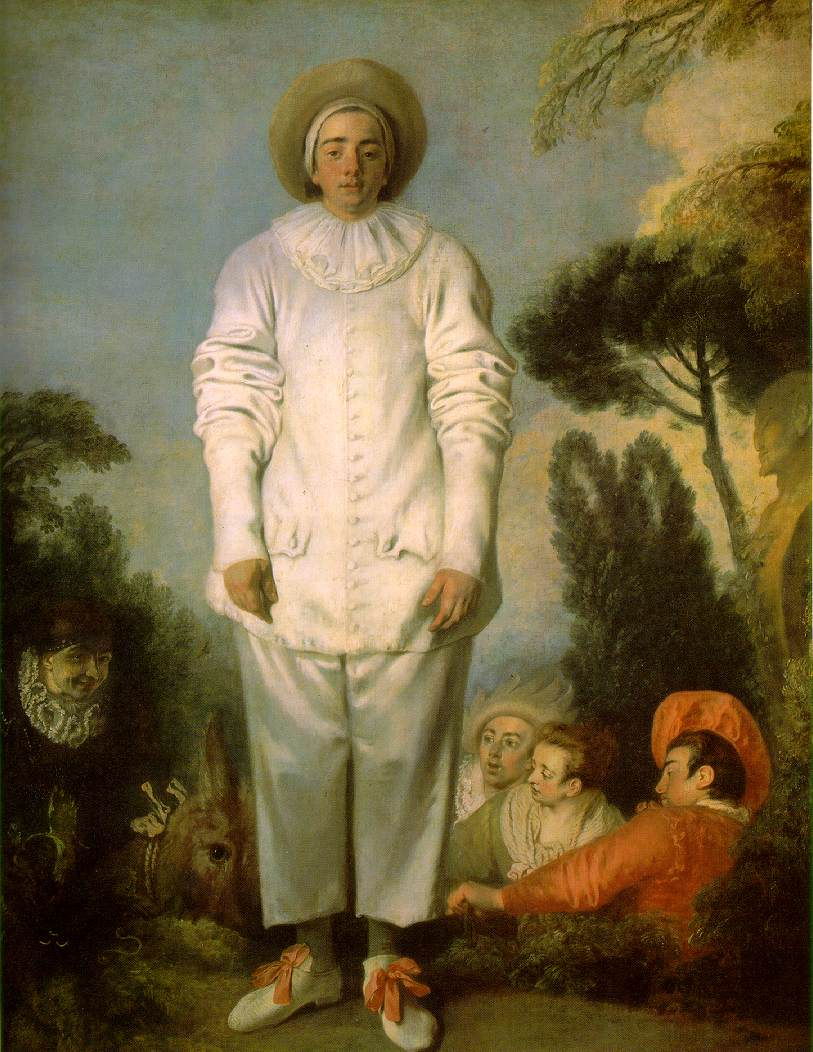
Antoine Watteau Pierrot ou Gilles
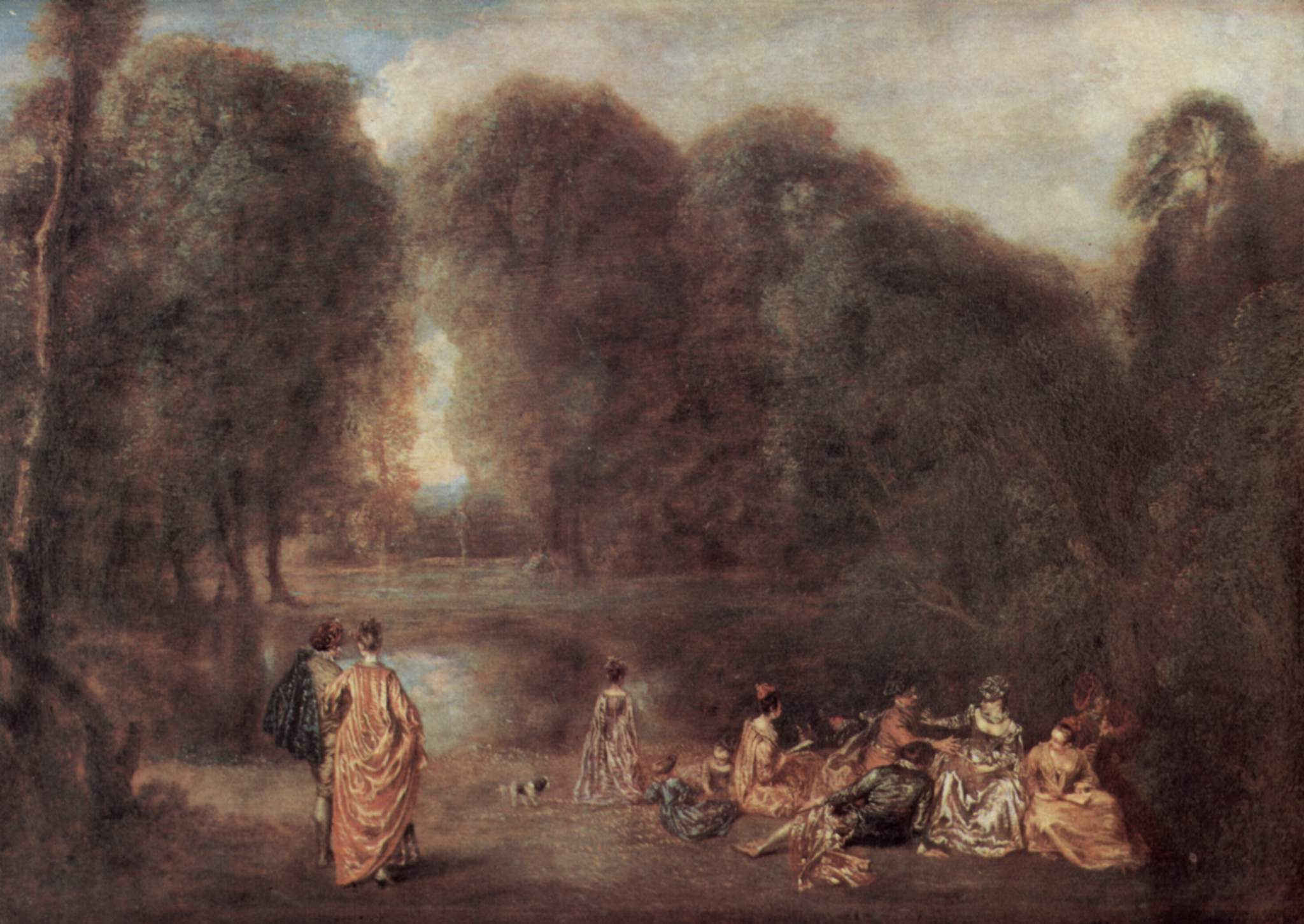
Antoine Watteau Assemblée dans un parc
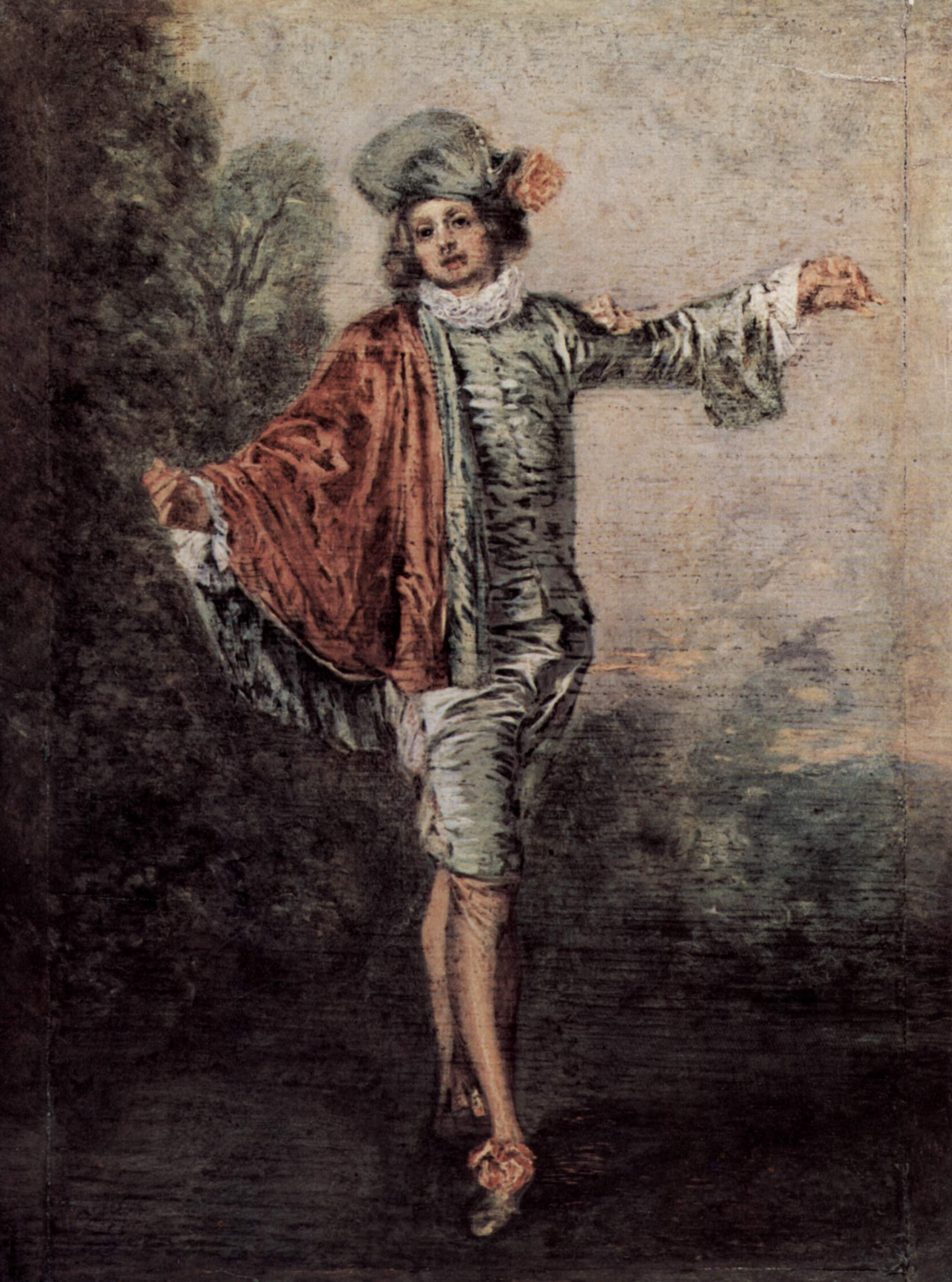
Antoine Watteau L'Indifférent
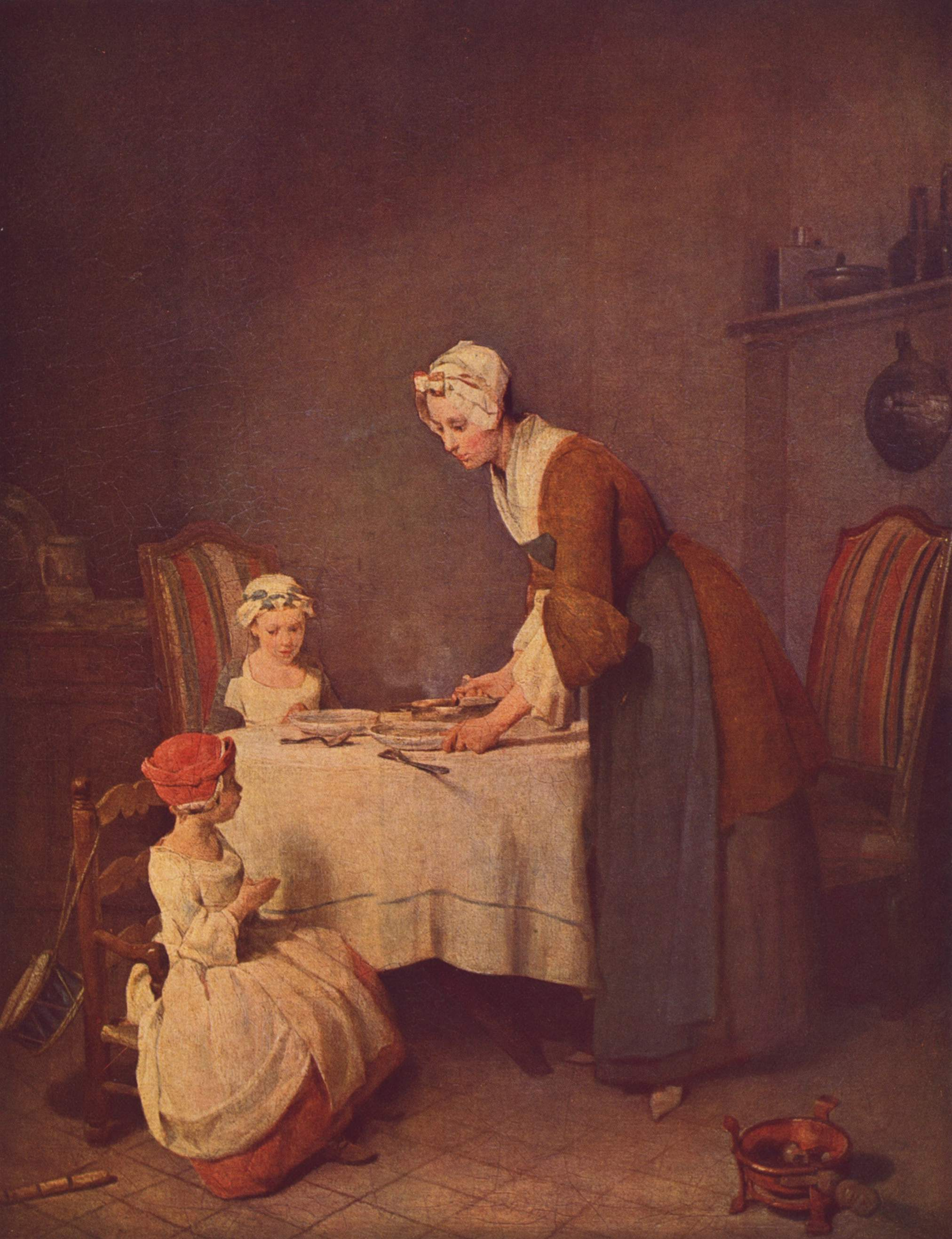
Jean Siméon Chardin Le Bénédicité
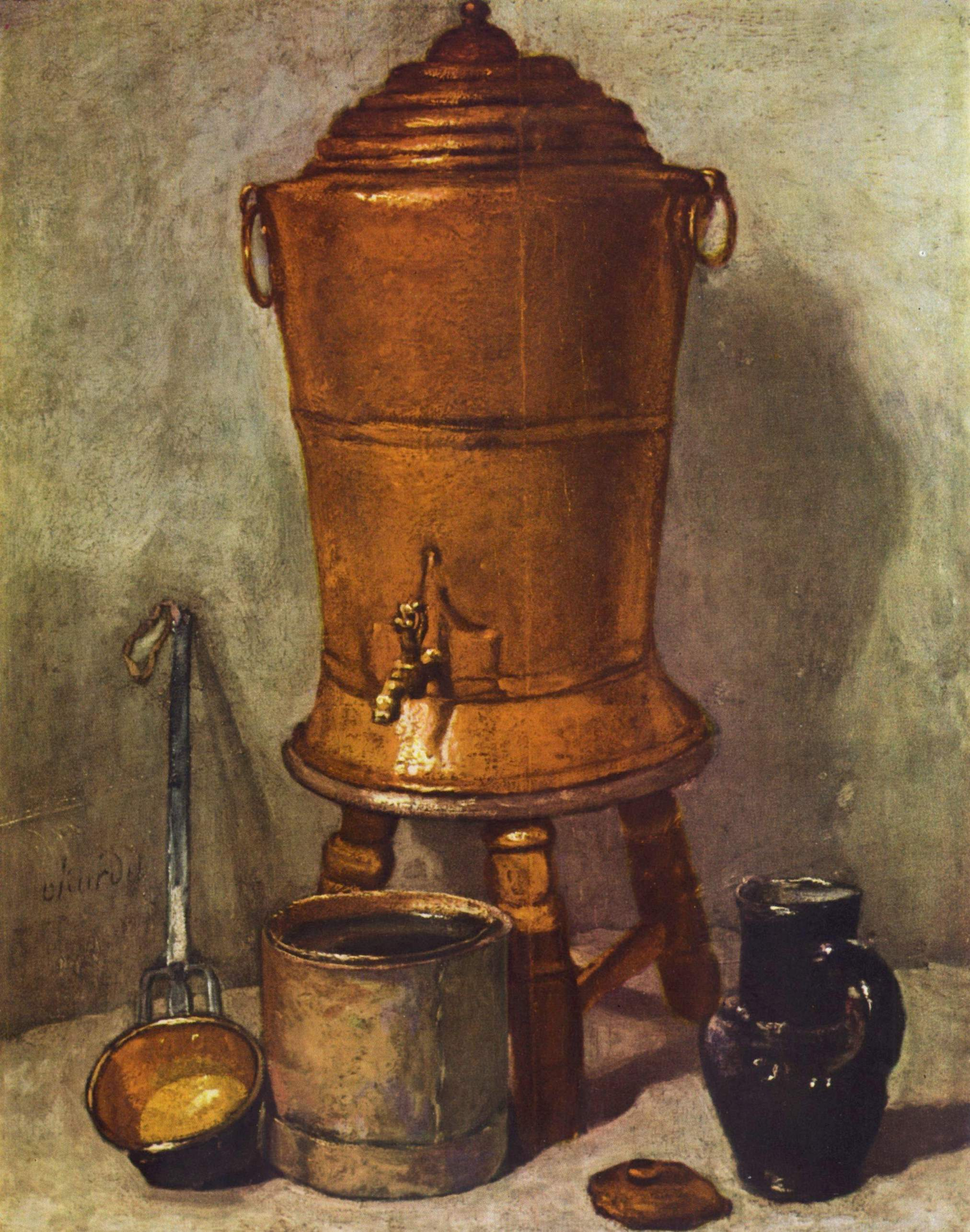
Jean Siméon Chardin La Fontaine de cuivre
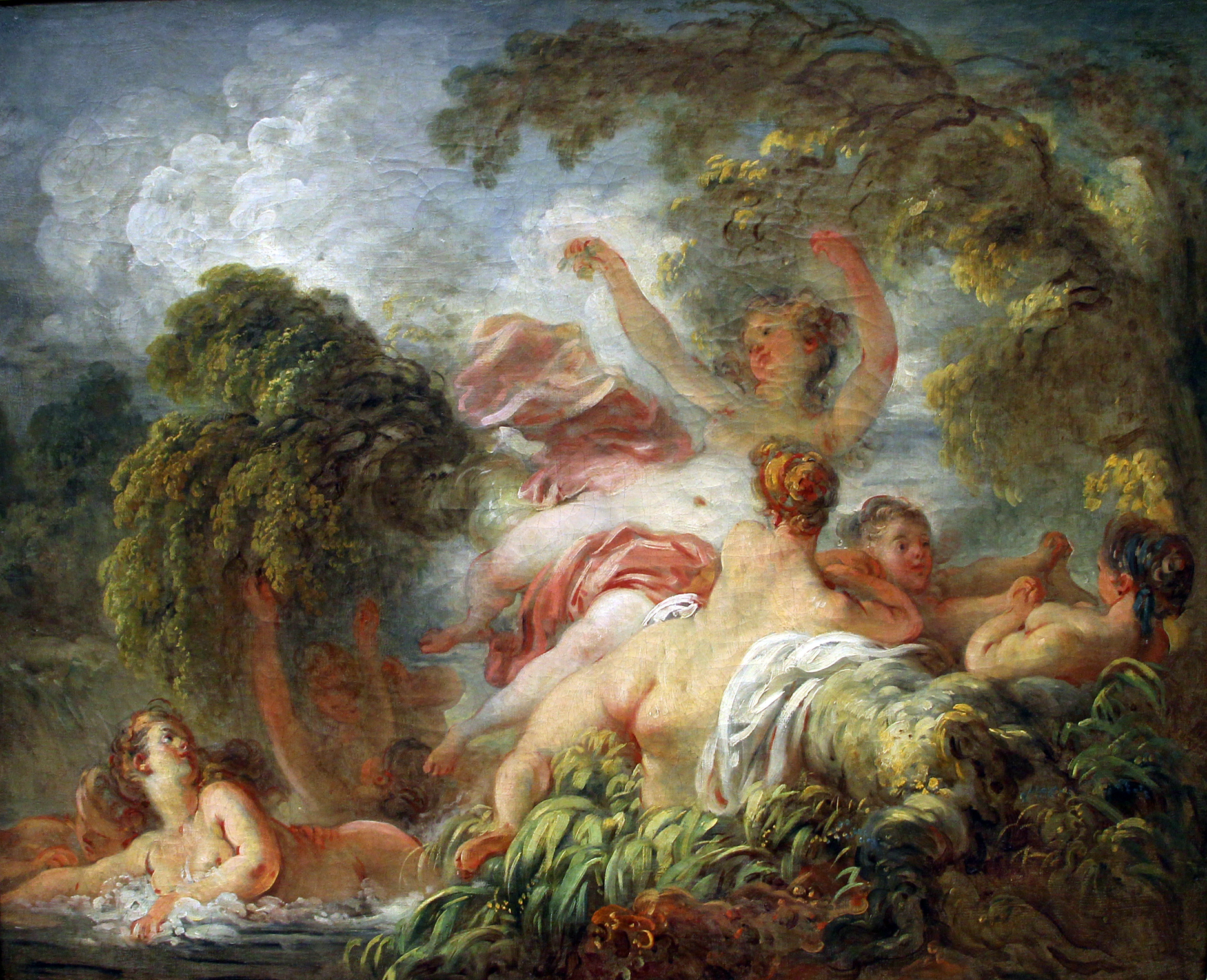
Jean-Honoré Fragonard Les Baigneuses
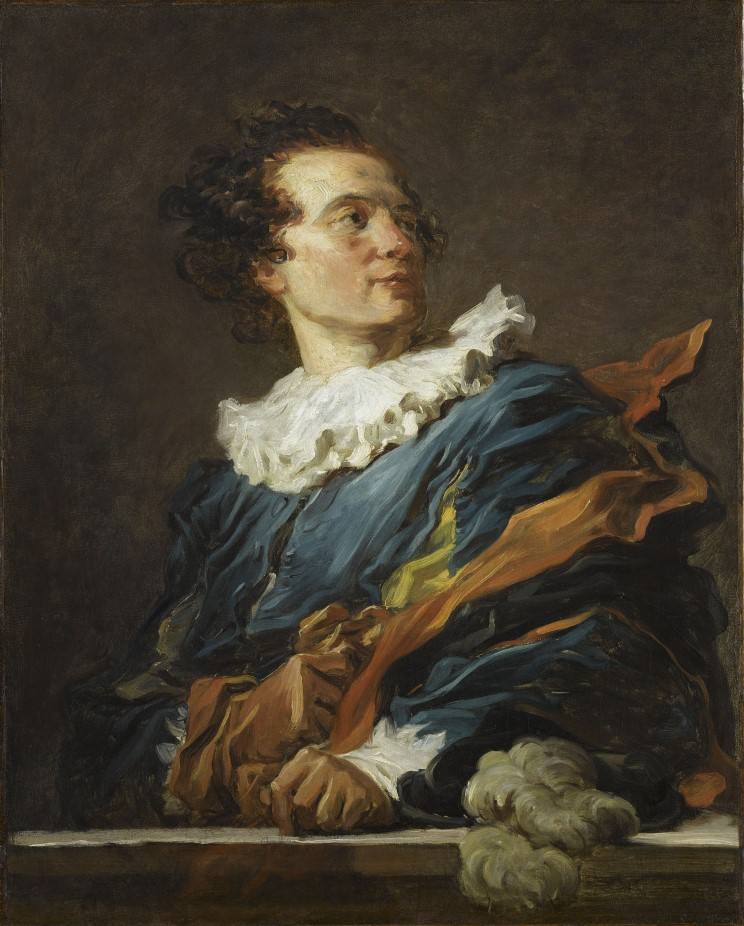
Jean-Honoré Fragonard Portrait de l'abbé de Saint-Non
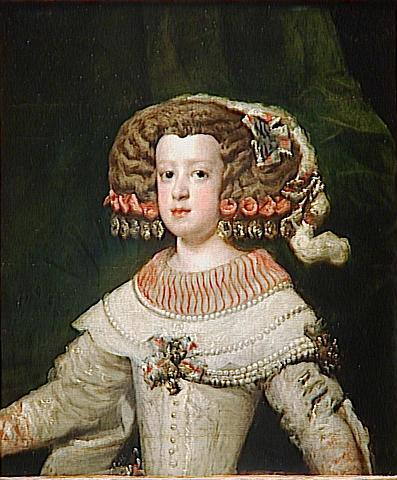
Diego Vélasquez Marie-Thérèse d'Autriche
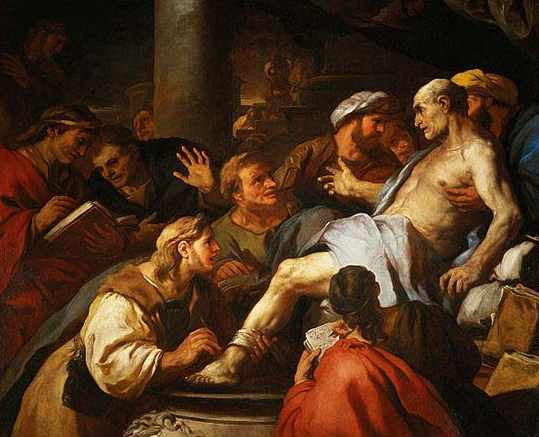
Luca Giordano La Mort de Sénèque
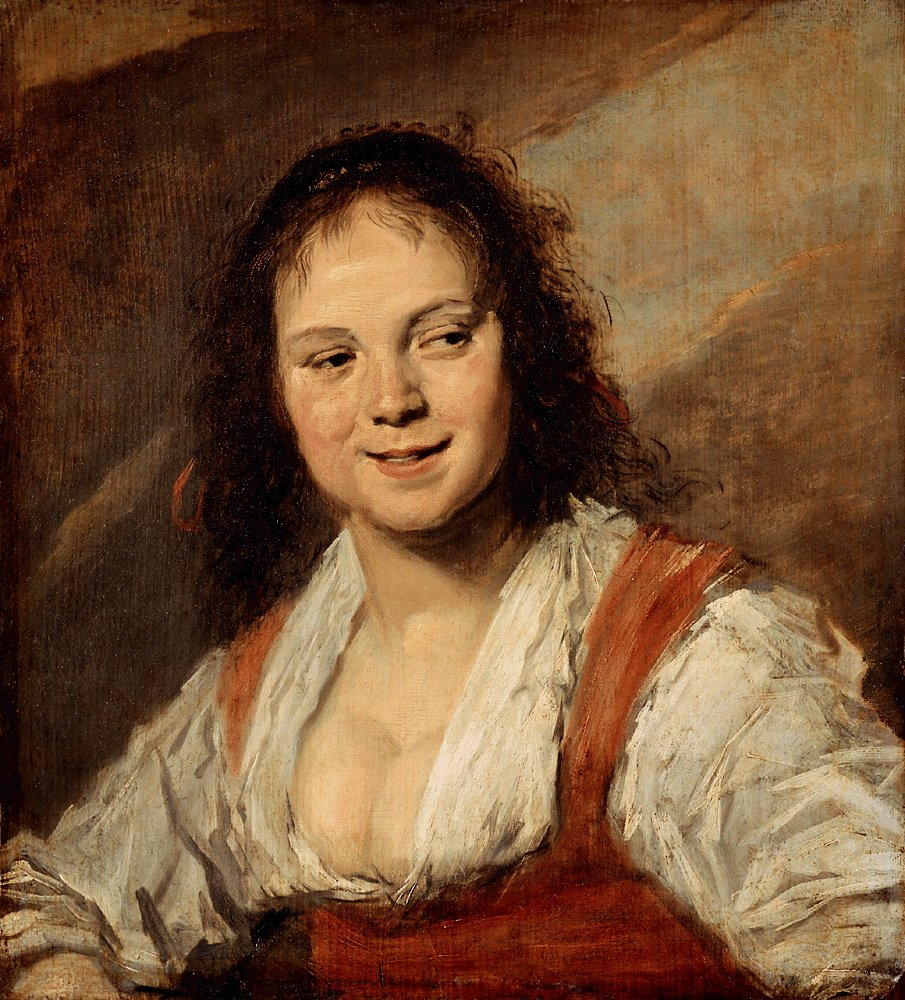
Frans Hals La Bohémienne
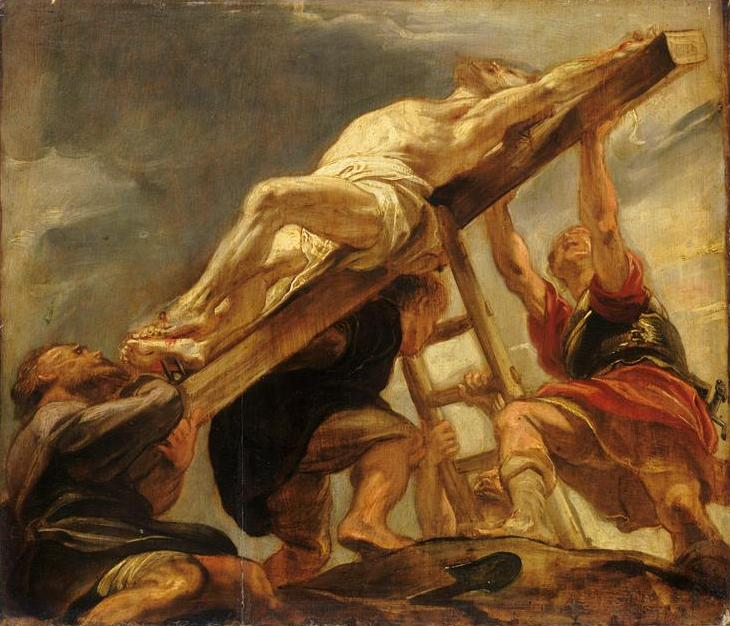
Pierre Paul Rubens Élévation de la Croix
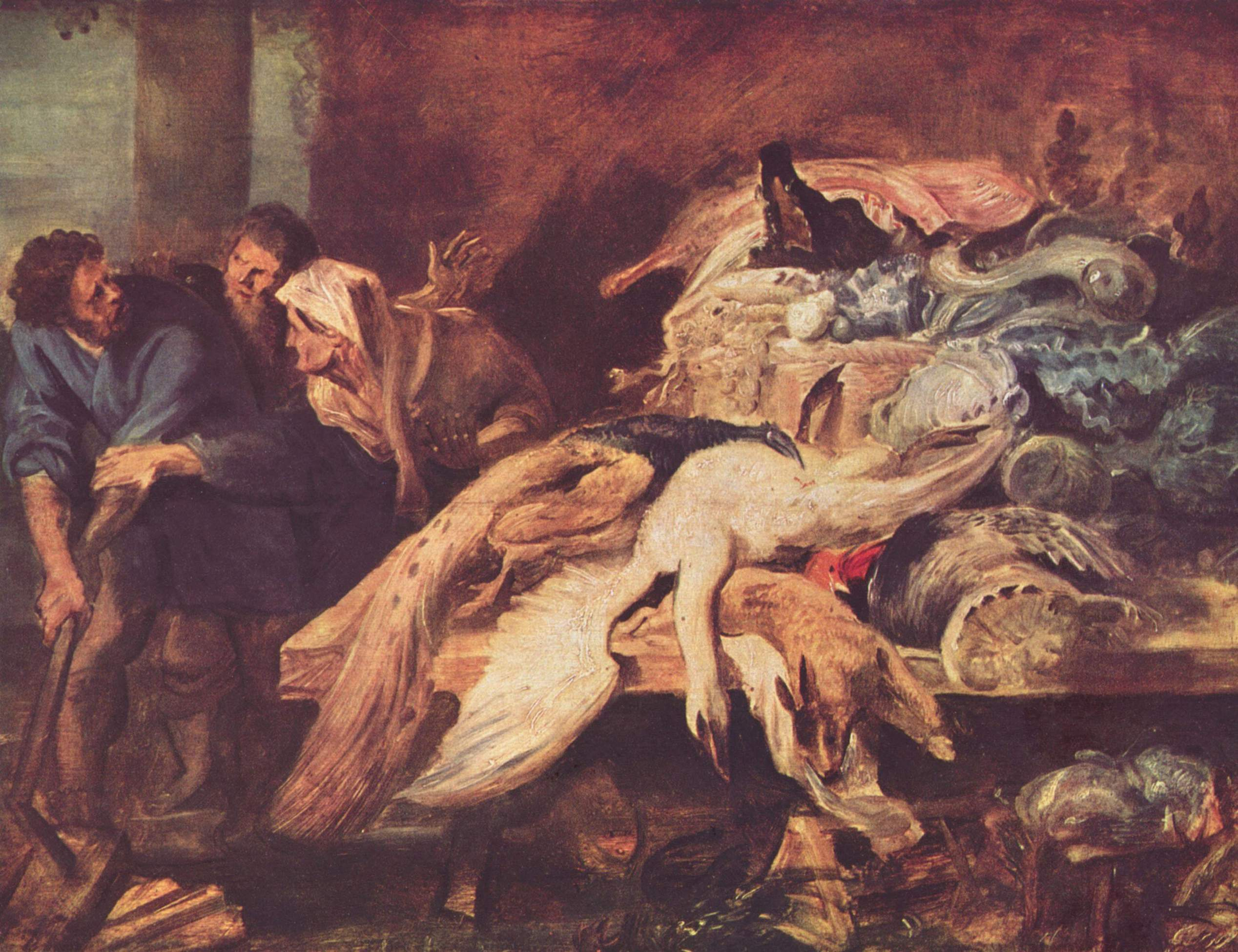
Pierre Paul Rubens Philopœmen, général des Achéens, reconnu par ses hôtes de Mégare
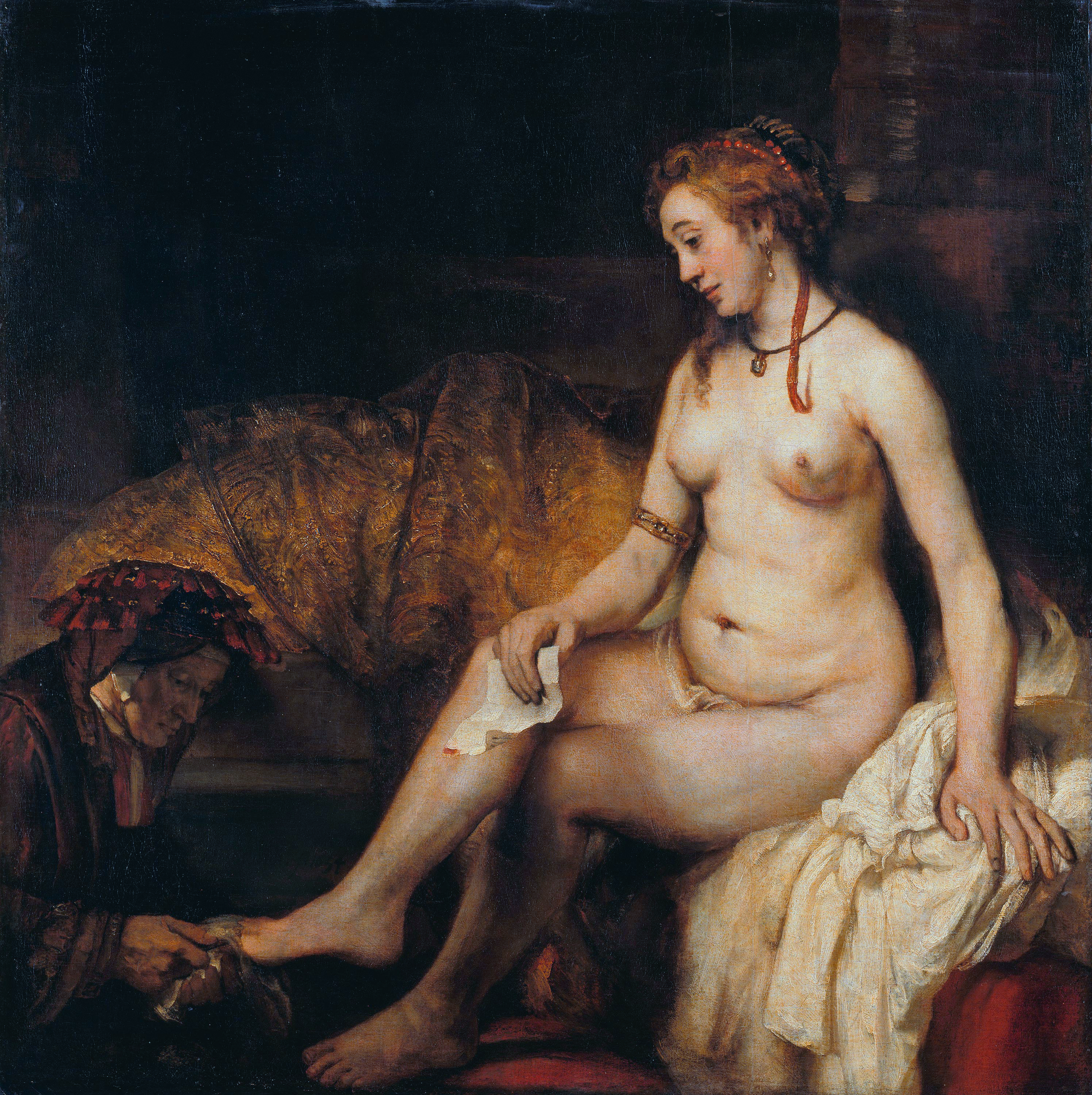
Rembrandt Bethsabée au bain tenant la lettre de David
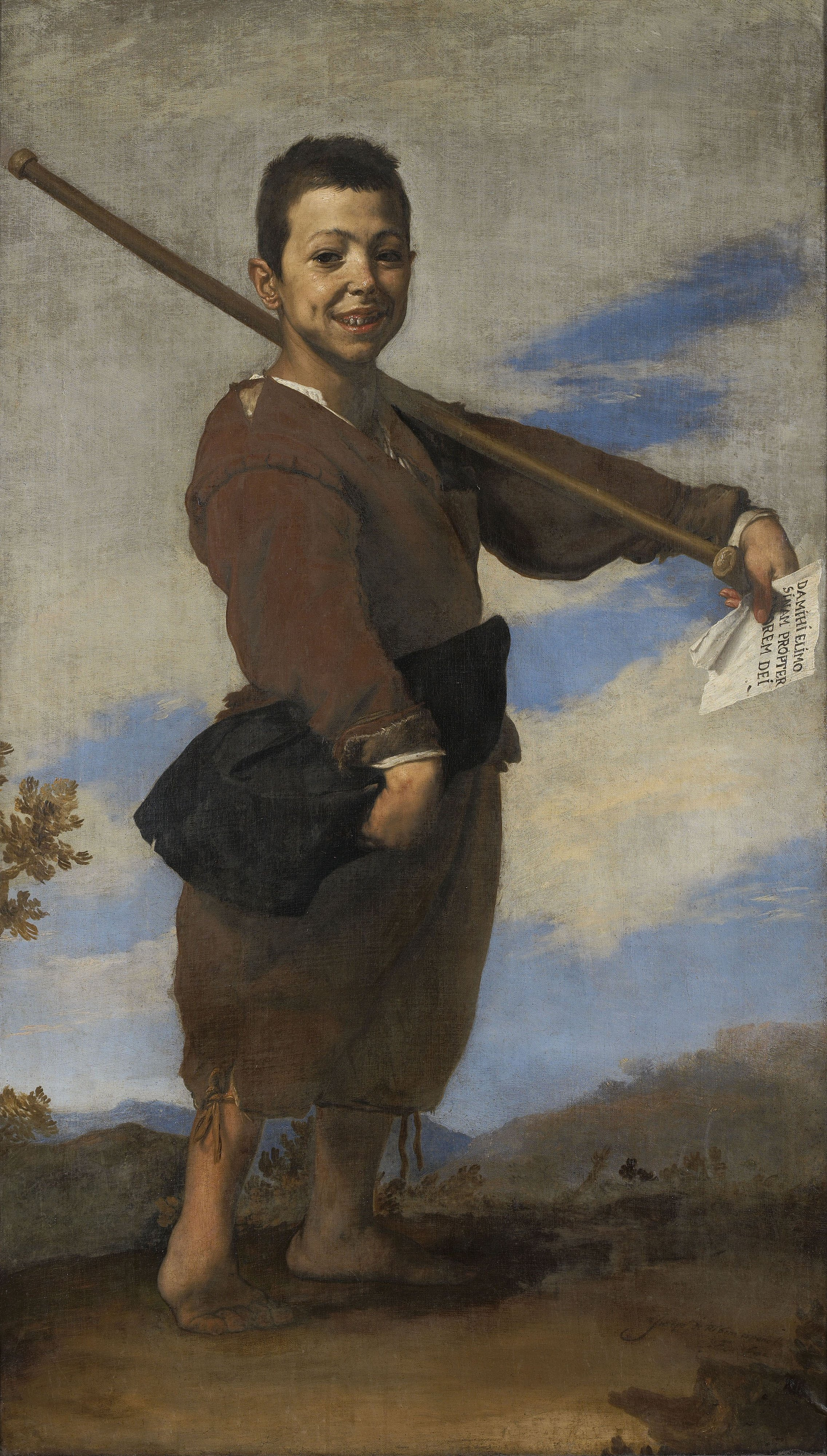
Ribera Le Pied-bot

## Les donations Lacaze

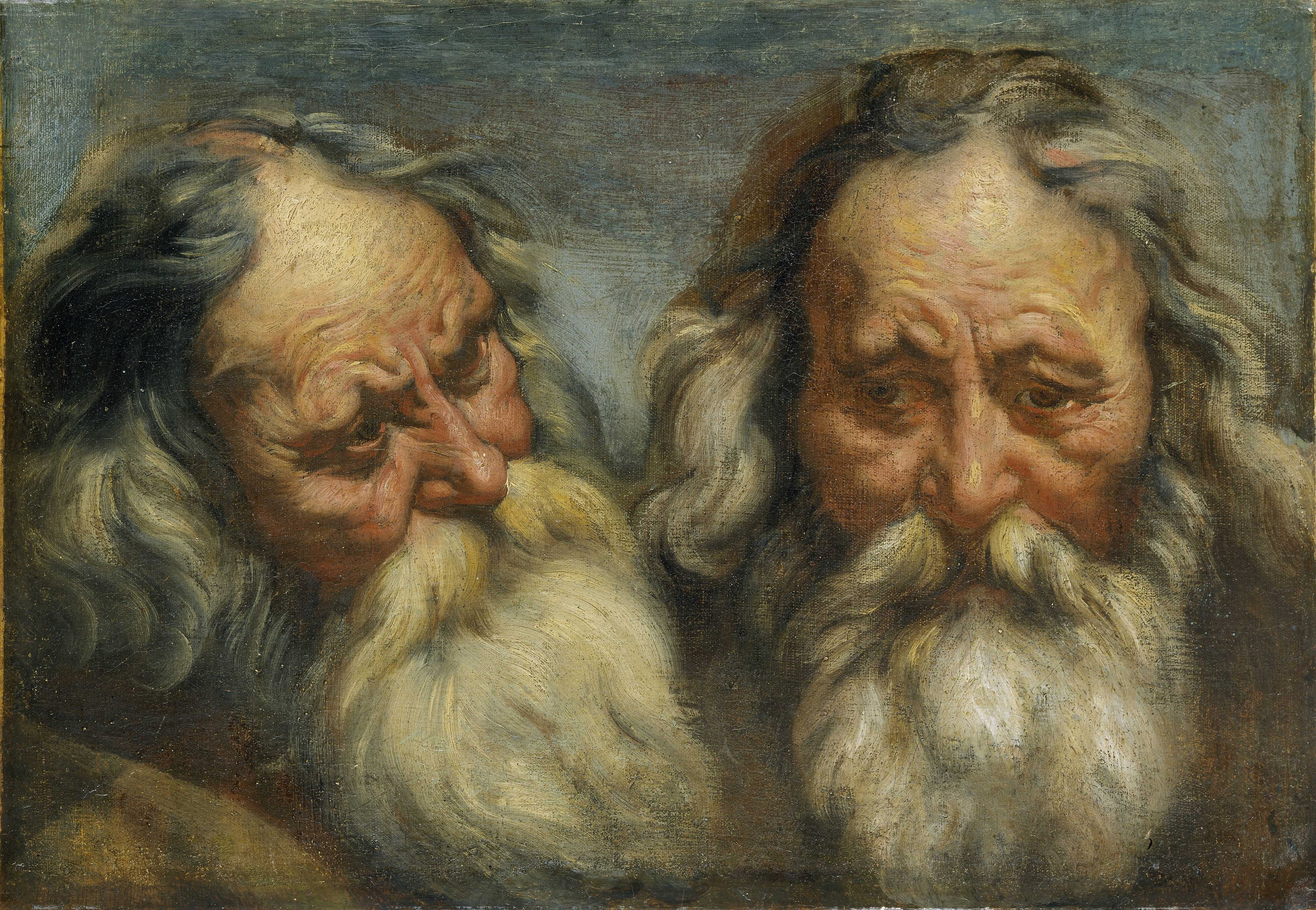
Double étude d'une tête de vieillard, par Jacob Jordaens.

Il fait son testament en 1865 dans lequel il lègue toute sa collection de tableaux au musée du Louvre.
Sur les 583 tableaux de la donation Lacaze, 272 peintures sont retenus au musée du Louvre, tandis que le reste est distribué parmi les musées de province, en particulier le musée des beaux-arts de Pau, ville dont la famille était originaire.
La qualité de sa collection a permis d'enrichir le musée du Louvre de maîtres qui y étaient peu représentés. Un seul Watteau était alors au Louvre, son tableau de réception à l'Académie de peinture, et le legs permet d'accroître la collection de neuf tableaux. Pour l'école française, il enrichit aussi le musée de tableaux de Jean Siméon Chardin et de Jean-Honoré Fragonard. Parmi les 272 tableaux, il y a 73 tableaux flamands : 4 tableaux d'Adriaen Brouwer, 21 tableaux de David Teniers, plusieurs esquisses de Rubens (le Sacrifice d'Abraham, l'Élévation de la Croix, le Couronnement de la Vierge, quatre esquisses pour le plafond de l'église des Jésuites d'Anvers, une esquisse pour Génie volant couronnant la Religion pour l'Apothéose de Jacques Ier au plafond de Whitehall de Londres, Philopoemen reconnu par une vieille femme, Étude pour la tête de saint Georges), 2 tableaux d'Antoon Van Dyck (Tête de vieillard, Martyre de saint Sébastien), un tableau de Theodoor van Thulden, et plusieurs anonymes.
En plus de la donation de sa collection de tableaux, il lègue une rente annuelle de 15 000 francs à l'Académie des sciences et de 5 000 francs à l'École de médecine. Il précise dans son testament que ces dons sont faits pour encourager le physiologie, la physique et la chimie dans le but de combattre la phtisie et la fièvre typhoïde.